# 掛川市役所前駅

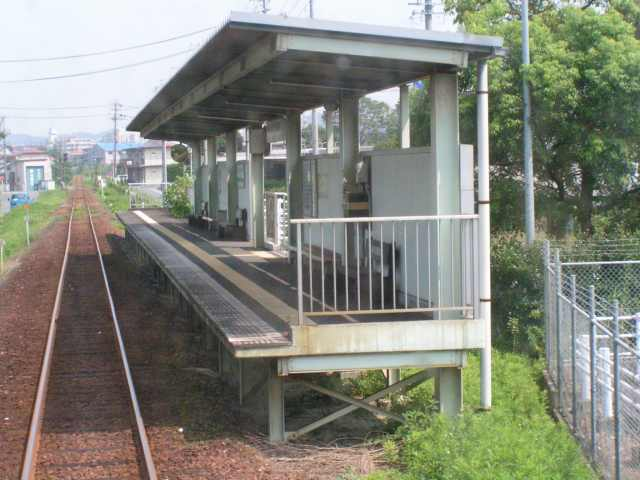
ホーム（2006年8月）

掛川市役所前駅（かけがわしやくしょまええき）は、静岡県掛川市下俣にある天竜浜名湖鉄道天竜浜名湖線の駅である。

## 歴史
- 1996年（平成8年）3月18日：天竜浜名湖鉄道の駅として新設[1]。

## 駅構造
単式ホーム1面1線を有する地上駅。ホーム有効長は55m（3両分）ある。
終日無人駅。

## 利用状況
近年の1日平均乗車人員の推移は以下の通り。当駅付近住民の利用の他、NEC等当駅付近への通勤客も見られる。駅勢圏の一部は駅間距離が短い隣の西掛川駅と重複する。
| 乗車人員推移 | 乗車人員推移    |
| 年度         | 1日平均乗車人員 |
| ------------ | --------------- |
| 2008         | 85              |
| 2009         | 86              |
| 2010         | 78              |
| 2011         | 86              |
| 2012         | 83              |
| 2013         | 81              |
| 2014         | 94              |
| 2015         | 104             |
| 2016         | 89              |
| 2017         | 93              |
| 2018         | 74              |
| 2019         | 81              |

## 駅周辺
東経138度線上に位置する当駅は駅前にNECプラットフォームズ並びに新開トランスポートシステムズ（STS）の事業所が広がり、その横の高台には名称の由来となった掛川市役所の入口がある。
周辺地区は下俣、長谷1丁目、中央高町、中央3丁目等。工場の他には低層住宅が軒を連ねる。かつては一帯に茶畑が見られたが、市役所移転に伴い区画整理され、住宅地が造成された。
バス乗り場は無いが、市役所敷地内にバス停留所がある。そのバス路線は掛川駅方面を結び、天竜浜名湖線を補完している。

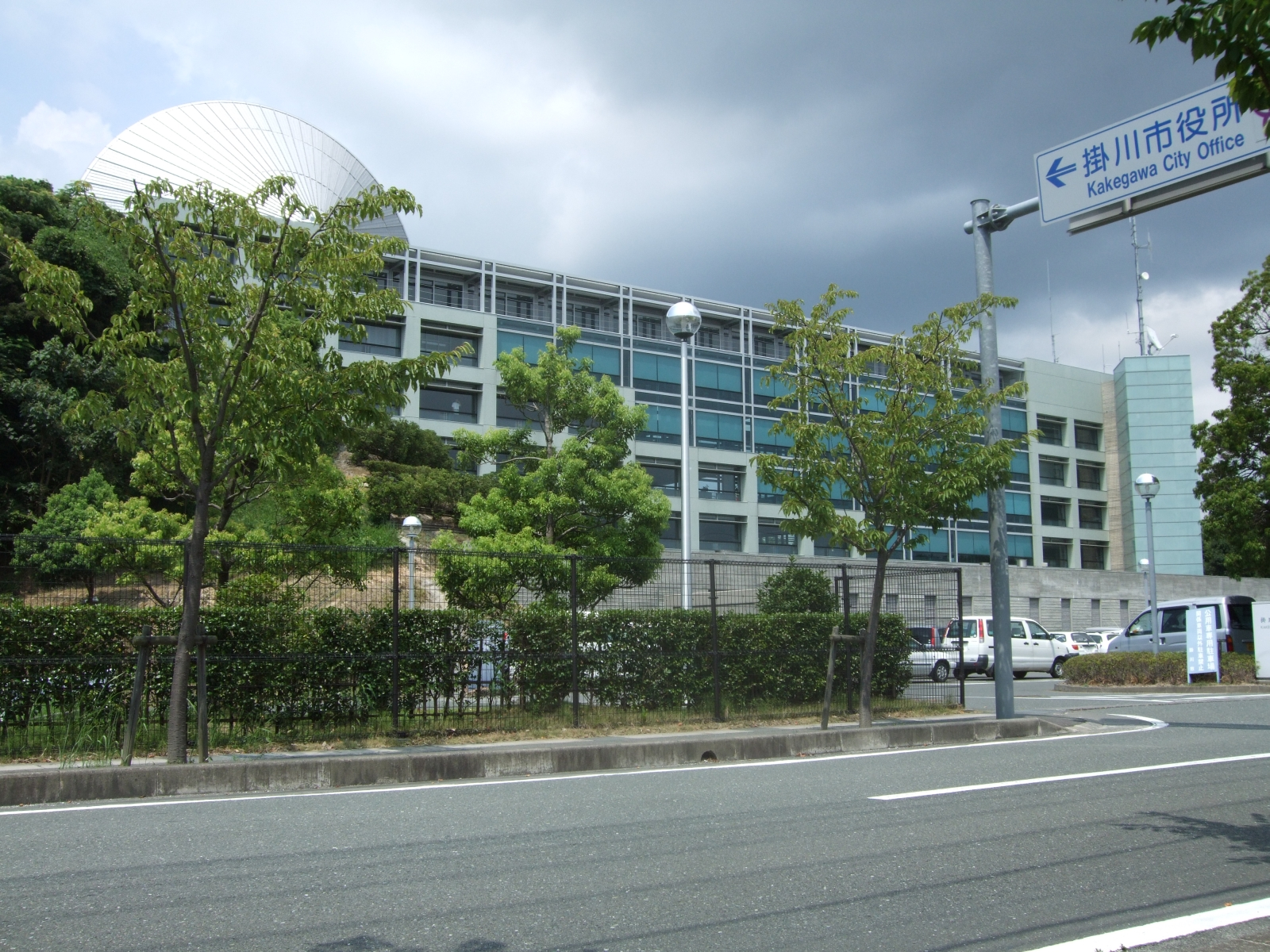
掛川市役所本庁舎
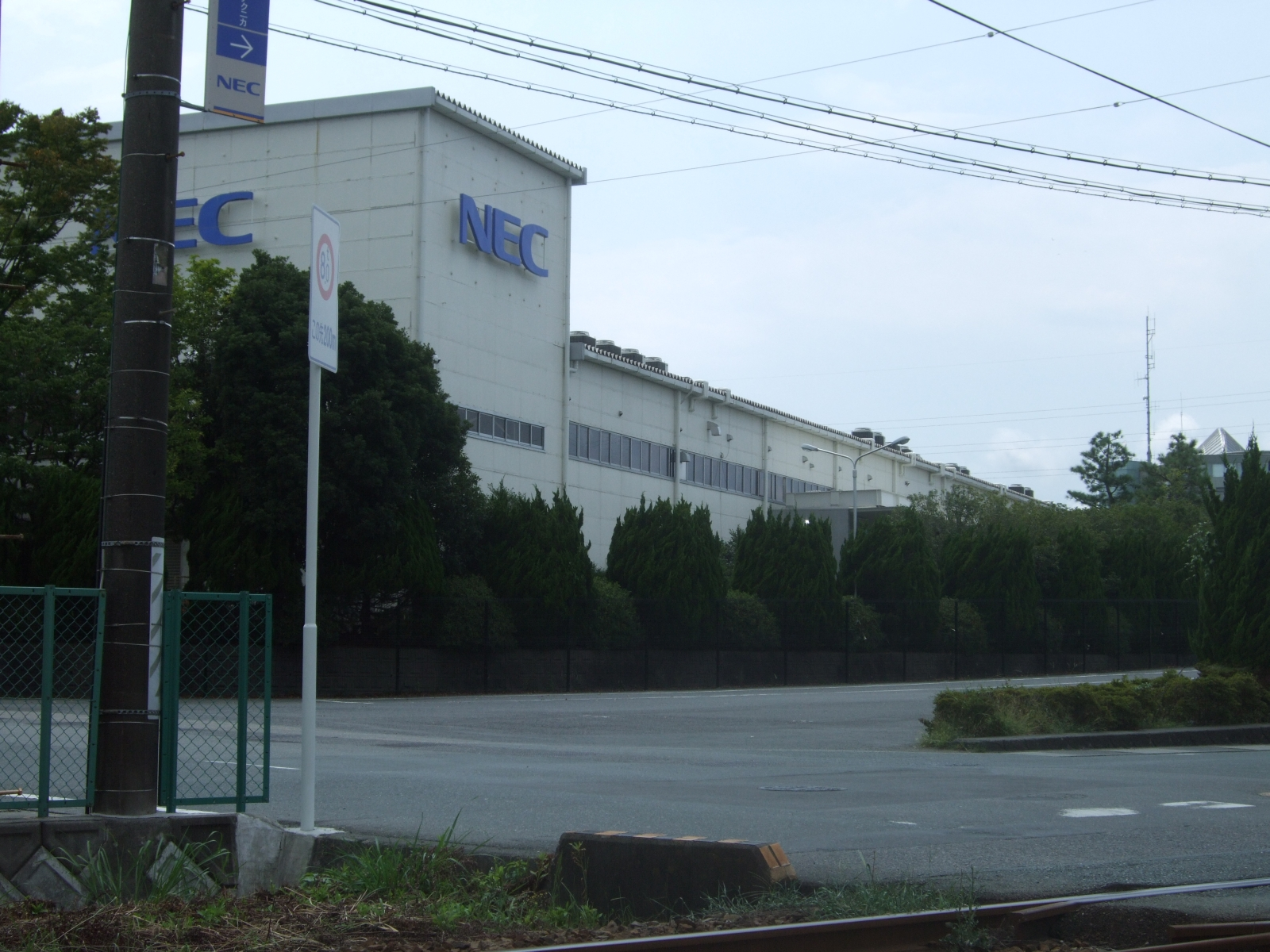
NECプラットフォームズ掛川事業所

### 線路南側（市役所方面）
- 新開トランスポートシステムズ掛川事業所
- NECプラットフォームズ掛川事業所（旧・NECアクセステクニカ）
- 掛川市役所本庁舎
  - 市役所バス停留所：掛川市自主運行バス市街地循環線
    - 北回り（掛川北病院方面行）
    - 南回り（掛川駅方面行）
- 掛川市役所本庁舎南館（教育委員会）
- 思惟の森
- 水質保全パビリオン（下水処理場）
- 掛川市浄化センター管理棟（掛川市上下水道部）
  - 掛川市水道事業所
- 生物循環パビリオン（屎尿処理施設）
- 堀ノ内公園
- 資生堂掛川工場
- 資生堂企業資料館
- 資生堂アートハウス（美術館）：東京の資生堂ギャラリー「椿会展」・「現代工藝展」等に出品された美術品等を収蔵。
- 東名高速道路小笠パーキングエリア

### 線路北側（中央3丁目方面）
北側に出口は無いため北側へは掛川方にある踏切を渡る必要がある。
- 中央3丁目公園
- 幸楽苑掛川店
- まいどおおきに遠州掛川食堂
- ピザーラ掛川店
- ドミノ・ピザ掛川中央店
- 眼鏡市場掛川店
- auショップ掛川大池
- 掛川市立西中学校
- 掛川市立中央小学校
- 十九首塚
- 浜名酪農業協同組合小笠支所
- ココカラファイン掛川下俣店
- 掛川町遊郭跡

## 隣の駅
天竜浜名湖鉄道
■天竜浜名湖線
掛川駅 - 掛川市役所前駅 - 西掛川駅